# 선흥배 여류최강전
선흥배 여류최강전(일본어: 扇興杯女流最強戦)은 일본에서 열리는 프로 바둑 대회 중 하나이다. 센코 주식회사가 후원하고 있으며 2015년부터 주최하고있다. 일본 기원과 간사이 기원 소속의 여성 기사들이 참가한다.

## 상금
- 우승 상금 800만엔. 준우승 상금 400만엔.

## 대회규정
- 총 16명이 토너먼트를 벌여 최종 우승자를 결정한다.
- 제한시간 3시간. 초읽기 60초 5회.

## 역대 우승자
| 회수 | 연도 | 우승               | 전적 | 준우승               |
| ---- | ---- | ------------------ | ---- | -------------------- |
| 1    | 2016 | 셰이민 六단        | 1-0  | 무카이 치아키 五단   |
| 2    | 2017 | 후지사와 리나 三단 | 1-0  | 셰이민 六단          |
| 3    | 2018 | 만나미 나오 三단   | 1-0  | 뉴 에이코 二단       |
| 4    | 2019 | 후지사와 리나 四단 | 1-0  | 셰이민 六단          |
| 5    | 2020 | 우에노 아사미 三단 | 1-0  | 셰이민 六단          |
| 6    | 2021 | 후지사와 리나 五단 | 1-0  | 우에노 아사미 四단   |
| 7    | 2022 | 뉴 에이코 四단     | 1-0  | 나카무라 스미레 二단 |
| 8    | 2023 | 뉴 에이코 四단     | 1-0  | 우에노 아사미 五단   |
| 9    | 2024 | 후지사와 리나 七단 | 1-0  | 우에노 아사미 五단   |

## 같이 보기
- 센코컵 월드바둑여류최강전